# Kappa Arietis
Kappa Arietis (κ Ari, κ Arietis) är Bayerbeteckning för en dubbelstjärna i östra delen av stjärnbilden Väduren. Konstellationen är svagt synlig för blotta ögat med en skenbar magnitud på 5,02 och befinner sig på ett beräknat avstånd av ungefär 182 ljusår (56 parsek) från solen.

## Egenskaper
Kappa Arietis är en spektroskopisk dubbelstjärna där båda komponenterna visar spektralförhållandet hos en Am-stjärna, dvs. en stjärna med metaller i sitt spektrum. Komponenterna har nästan samma ljusstyrka och deras massförhållande är 1,03 eller mycket nära lika. Deras omloppstid är 15,2938 dygn och de har en hög excentricitet på 0,61.